# Ah ! Quelle famille
Pour les articles homonymes, voir Smith.
Ah ! Quelle famille (The Smith Family) est une série télévisée américaine en 39 épisodes de 25 minutes, créée par Don Fedderson (en), réalisée par Herschel Daugherty, et diffusée entre le 20 janvier 1971 et le 7 juin 1972 sur le réseau ABC.
En France, la série a été diffusée du 30 juin 1980 au 7 août 1980 sur Antenne 2.

## Synopsis
Cette série met en scène, au 219 Primose Lane, les mésaventures de Chad Smith, sergent de police à Los Angeles, de son épouse et de leurs trois enfants.

## Distribution

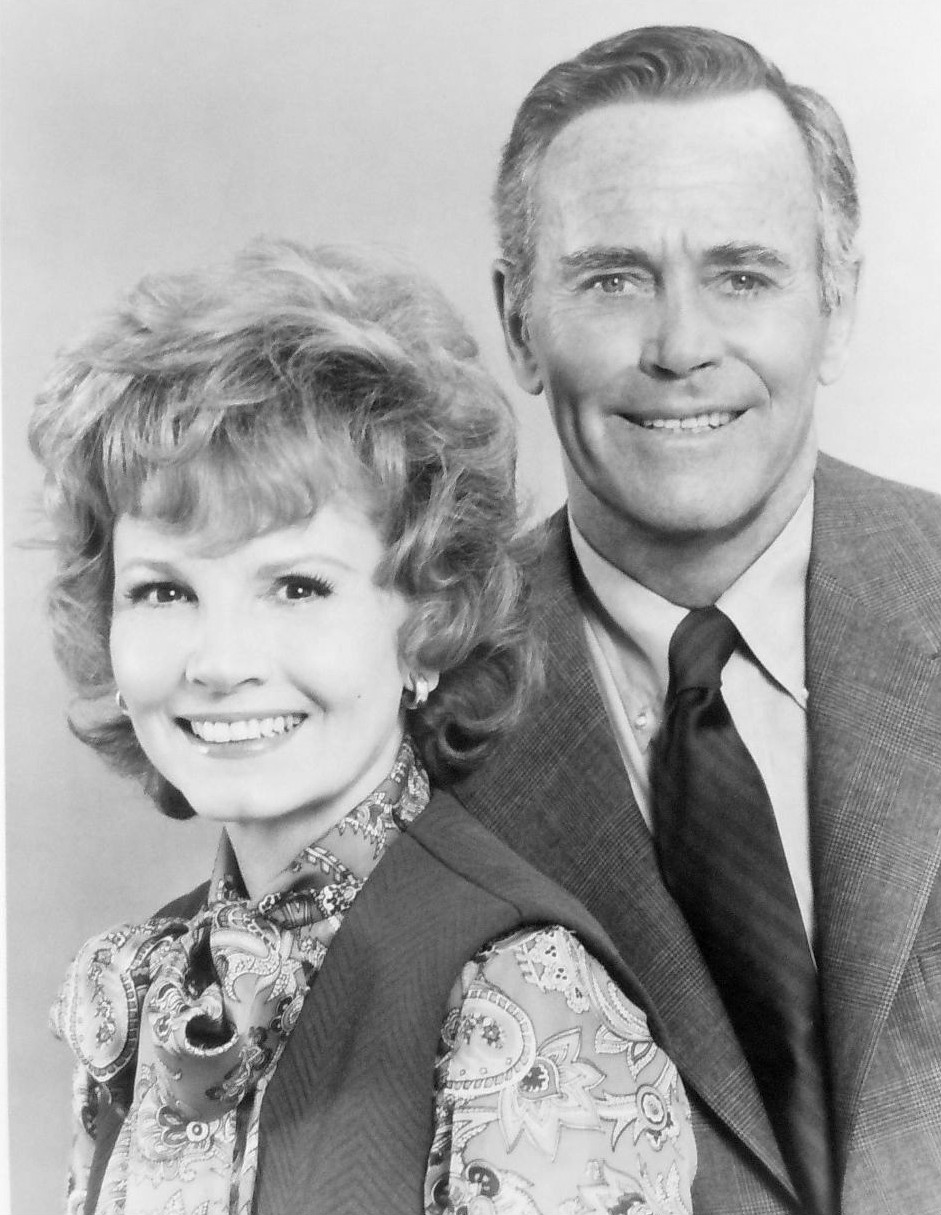
Janet Blair et Henry Fonda (photo promotionnelle, 1970)

- Henry Fonda (VF : René Arrieu) : Sergent Chad Smith
- Janet Blair : Betty Smith
- Darleen Carr : Cindy Smith
- Ron Howard : Bob Smith
- Michael-James Wixted : Brian Smith
- John Carter (en) : Sergent Ray Martin
- Charles McGraw : Capitaine Hughes

## Épisodes

### Première saison (1971)
1. Cindy  (Cindy)
2. Titre français inconnu (The Ex-Con)
3. L'Ami de la Famille (Chicano)
4. Un Coup de Chance (The Blue Tie)
5. Bon Voisinage (All the Good Neighbors)
6. Les Étrangers (1/2) (Strangers - Part 1)
7. Les Étrangers (2/2) (Strangers - Part 2)
8. Titre français inconnu (Another Day, Another Dollar)
9. La Routine  (The Desk Job)
10. Brian et le Shérif(Brian and the Sheriff)
11. Le Souvenir  (Remember Lisa)
12. La Belle Époque (Rookie)
13. Le Code de l'Honneur  (The Peer Group)
14. Le Jour de Congé (Greener Pastures)
15. Titre français inconnu (No Place to Hide)

### Deuxième saison (1971-1972)
1. Titre français inconnu (The Anniversary)
2. Titre français inconnu (Day in the Court)
3. Titre français inconnu (Stakeout)
4. Titre français inconnu (Lost Lady)
5. Titre français inconnu (Father's Day)
6. Titre français inconnu (Blind Chance)
7. Titre français inconnu (Mac)
8. Titre français inconnu (Rumpus Room)
9. Titre français inconnu (Ambush)
10. Titre français inconnu (The Weekend)
11. Titre français inconnu (Man in the Middle)
12. Titre français inconnu (Class of '46)
13. Titre français inconnu (Family Man)
14. Titre français inconnu (Christmas Rush)
15. Titre français inconnu (Taste of Fear)
16. Tout va bien (Where There's Smoke)
17. Le Témoin (Off Duty Cop)
18. La Routine (Winner Take All)
19. L'Intermédiaire (San Francisco Cop)
20. Maman est vedette (My Mother, the Star)
21. Titre français inconnu (Rogue Cop)
22. Titre français inconnu (Ten O'Clock and All Is Well)
23. Titre français inconnu (Homecoming)
24. Titre français inconnu (Father-In-Law)

## Commentaires
Cette série doit son succès à la prestation d'Henry Fonda qui, à l'âge de 66 ans, n'hésita pas à faire découvrir au public son talent pour la comédie. On notera également la présence du jeune Ron Howard dans le rôle du fils Bob.
Darleen Carr, la fille d'Henri Fonda dans la série, deviendra celle de Karl Malden dans Les Rues de San Francisco.